# Hofors församling
Hofors församling är en församling i Gästriklands kontrakt i Uppsala stift. Församlingen utgör ett eget pastorat och ligger i Hofors kommun i Gävleborgs län.

## Administrativ historik
Församlingen bildades 1911 genom utbrytning ur Torsåkers församling.
Församlingen var från 1911 till 1944 annexförsamling (kapellförsamling till 1930-talet) i pastoratet Torsåker och Hofors. Från 1944 utgör församlingen ett eget pastorat.

## Organister
| Ämbetstid | Namn         | Levnadstid | Övrigt    |
| --------- | ------------ | ---------- | --------- |
| 1955–1964 | Ivar Persson | 1899–      | Organist. |

## Kyrkor
- Hofors kyrka